# 金沢伸明
金沢 伸明（かなざわ のぶあき、1982年10月20日）は、日本の小説家。広島県呉市出身。

## 経歴
呉港高等学校卒業。高校在学中は卓球部に所属しており、呉市最高位二位。大学を卒業後、IT関係の仕事をする傍ら、モバゲータウンにて「ぱっくんちょ」のクリエイター名でケータイ小説「王様ゲーム」を執筆。同作品は2011年に双葉社によって書籍化され、シリーズが複数名によってコミカライズされている。同作品は同年12月に映画化され、2017年10月からはテレビアニメが放送された。なお、王様ゲームでは金沢が自身の名前を主人公の名にしている。

## 作品
作品はすべて双葉社より出版。
- 王様ゲーム
- 王様ゲーム 終極
- 王様ゲーム 臨場
- 王様ゲーム 滅亡
- 王様ゲーム 起源
- 王様ゲーム 再生9.19
- 王様ゲーム 再生9.24
- トモグイ
- 王様ゲーム 煉獄10.29
- 王様ゲーム 煉獄11.04
- 王様ゲーム 深淵8.02
- 王様ゲーム 深淵8.08